# サッカーコモロ女子代表
サッカーコモロ女子代表（サッカーコモロじょしだいひょう）は、コモロサッカー連盟(フランス語: Fédération Comorienne de Football, 略称：FCF)によって編成されるコモロの女子サッカーナショナルチームである。アフリカサッカー連盟(CAF)に所属している。2006年に代表チームが結成された。アフリカの女子サッカー選手権であるアフリカ女子選手権には2014年大会で初めて予選に出場した。
女子ワールドカップ、オリンピックともに出場はない。

## ワールドカップの成績
（代表結成後のみ）
- 2011 - 不参加
- 2015 - 予選敗退

## オリンピックの成績
（代表結成後のみ）
- 2008 - 予選敗退
- 2012 - 不参加

## アフリカ女子選手権の成績
（代表結成後のみ）
- 2008 - 不参加
- 2010 - 不参加
- 2012 - 不参加
- 2014 - 予選敗退

## FIFAランキング
- 初登場 - 140位(2006年12月)
- 最高順位 - 92位(2009年12月)
- 最低順位 - 144位(2007年12月)